# Parornix ornatella
Parornix ornatella är en fjärilsart som beskrevs av Paolo Triberti 1981. Parornix ornatella ingår i släktet Parornix och familjen styltmalar.
Artens utbredningsområde är Österrike. Inga underarter finns listade i Catalogue of Life.